# Aciagrion brosseti
Aciagrion brosseti là một loài chuồn chuồn kim trong họ Coenagrionidae.
Loài này được xếp vào nhóm loài thiếu dữ liệu trong sách Đỏ của IUCN năm 2008.
Aciagrion brosseti được miêu tả khoa học năm 1982 bởi Legrand.